# Razsvetljenstvo
Razsvetljenstvo je bilo izrazito evropsko družbeno, filozofsko in umetniško gibanje, ki ga grobo uvrščamo v 18. stoletje. Za nekatere zgodovinarje se je obdobje začelo, ko je La Bruyère ob koncu sedemnajstega stoletja napisal Les Caractères. Obdobje poimenujejo tudi čas razuma. Vrhunec doseže v Franciji.
Ernst Troeltsch je o razsvetljenstvu dejal, da je to začetek in temelj modernega obdobja evropske kulture in zgodovine v nasprotju z dotlej uveljavljeno cerkveno in teološko usmerjeno kulturo.
La Bruyèrovo delo Les Caractères izraža ogorčenje nad samozadovoljnimi člani družbe, ki so bodisi sami zatirali nesrečne ali pa se niso menili za zatiranje drugih. Tako je dal prav težnjam k izboljšanju življenja in okrepil razvoj razsvetljenske družbene zavesti. 

## Težnje
Filozofi in drugi evropski misleci so v tem obdobju razvili nekaj do tedaj manj poudarjenih misli in vrednot v evropskem prostoru, čeprav to ne pomeni, da teh vrednot niso poznale druge kulture. 
Razsvetljenski misleci so se zavzemali za
- svobodo izražanja,
- kritiko religije,
- poudarjali so pomen razuma in znanosti,
- zavzemali so se za progresivno družbo,
- poudarjali so vrednost človeškega življenja.

Tako so postavili temelje sodobni družbi. Njihovo mišljenje je poudarjalo materializem, večkrat so posredno ali neposredno napadali duhovščino in priviligirane družbene razrede. Stoletje staro upanje, da je družbo mogoče organizirati bolj pravično, da bo pravičnost zagotovljena za vse, ne pa le za privilegij nekaterih, je bilo videti več kakor prazne sanje ali pobožna želja ljudi. Pobožno željo za plemenitejši svet je tako v tistem času zamenjalo prepričanje, da je to mogoče doseči na podlagi moderne znanosti.
Čedalje močnejša je bila zavest, da zunaj Evrope žive družbe, ki so bile srečne in v miru, dokler so se opirale na starejša prepričanja - da je človeška narava v bistvu dobra. Sledila je vrsta spekulacij o primerjalni naravi človeka, kar je sledilo predvsem iz izkušenj popotnikov, ki so potovali po različnih koncih sveta. To je bil način razmišljanja, ki bi ga danes uvrstili med družbene vede. Človek se je tudi čedalje bolj zanimal za svojo notranjo naravo, za človeško psihologijo.
To je tudi obdobje enciklopedistov. Od leta 1751-1782 so v Franciji v zvezkih Enciklopedija zapisali popoln pregled znanosti in umetnosti. Urejala sta jo Diderot in D'Alembert.

## Misel
Razsvetljenstvo bi lahko s filozofskega vidika opisali kot miselni tok, ki je pridobival na veljavi v obdobju med 1680 in 1780, za katerega je bila značilna vera v napredek, ki bi ga bilo mogoče doseči z razumom. Celo religiozne doktrine so postale podvržene zahtevam, da morajo biti razumljive in racionalno sprejemljive.
Okoli leta 1750 je v javno življenje prodrla ateistična misel, ki so jo spodbujali radikalni misleci, kot sta bila d'Holbach in Denis Diderot. Vse močnejši je postajal antiklerikalizem in odpor do Cerkve. Vse več je bilo zahtev, naj bo civilna oblast ločena od cerkvene oblasti.
Mnogi misleci so nasprotovali mučenju, preganjanju zaradi domnevnega čarovništva, nevzdržnim razmeram v zaporih in podobnim pojavom tistega časa. Proti tem so odkrito nastopili misleci, kot so Montesquieu, Voltaire in Beccaria.
V naravoslovni znanost so dosegli nekaj pomembnih korakov. To je bil čas Newtona, Lavoisierja, Scheeleja, Priestleya in mnogih drugih, ki jim je pomagal tudi razvoj gospodarstva in trgovine, torej razvoj področij, na katerih so bili vse bolj pripravljeni uvajati in preizkušati tehnološke novosti.
Ni lahko doreči, ali je bila filozofska misel tista, ki je vplivala na družbo, ali pa je družbeni razvoj spodbujal filozofsko misel. Opaziti pa je bilo spremembe. V politiki so večji poudarek dajali načelu svobode in enakosti, ki naj bi izhajala iz naravnega stanja, osnovnim človekovim pravicam, vključno z versko toleranco. Na obrobju politične misli, zlasti v Franciji, je bilo zaslediti komunistično misel.
Kant je 1784. leta napisal znameniti esej Kaj je razsvetljenstvo? , kjer je zapisal, da je to človekov izhod iz nedoletnosti (Unmündigkeit), za katero je odgovoren človek sam. 
Na politično-filozofske nazore je med drugim vplival tudi John Locke, ki je z empirizmom podal nekatere ideje o človekovih pravicah, med katerimi so bile najbolj pomembne: pravica posameznika do življenja, pravica do svobode in do lastnine. Človek se rodi kot tabula rasa (nepopisan list), je menil, ki ga dokončno izoblikujejo šele izkušnje.

## Politika
V številnih evropskih državah je bilo to obdobje razsvetljenih despotov. Mnogi med njimi so se radi družili in razpravljali z vodilnimi filozofi tistega obdobja, toda bržkone niso povsem sprejemali vseh njihovih zamisli. Friderik Pruski je imel Voltairja za svojega osebnega prijatelja. Katarina, ruska cesarica, je na dvor povabila filozofe, kot sta Diderot in Mercier. Težko je soditi, kako odkritosrčno so vladarji sprejemali mislece, gotovo pa jim je razsvetljenska misel prišla prav pri obračunavanju s cerkveno oblastjo in vplivno aristokracijo. Med vladarje, ki so se navzeli razsvetljenskega duha, sodi Jožef II., ki je v habsburški monarhiji sprejel odločitve za osvoboditev tlačanov, za prerazporeditev davčnih bremen, za zaplembe cerkvene zemlje, za toleriranje nekatoliških kristijanov in Judov, za podpiranje trgovine, poenotenje pravosodja in podobno. 
Večji odpor do razsvetljenske misli je bržčas sledil po francoski revoluciji, ki je ogrozil temelje monarhične politične ureditve in postavil temelje ljudski suverenosti.
Zanimanje vladajočega sloja za filozofsko misel ima vendarle daljnosežne posledice, saj so v tistem času najpomembnejša dela prevajali v tako rekoč vse pomembnejše evropske jezike.

## Umetnost
To je bilo obdobje zatona aristokratskega sveta, ki je dotlej določal ureditev, običaje, pa tudi estetsko misel. To je bil torej čas, ko so se tudi v umetnosti pojavila nova imena, nove osebnosti in nove ideje. V prvi polovici stoletja se je umetnost v večji meri še vedno ukvarjala z upodabljanjem in oblikovanjem aristokratskega načina življenja (v najširšem smislu). Krasili so dvorce in gledališča, salone in parke v stilu rokoko. Medtem pa so se že pojavljali razsvetljenski nazori. Krog ljubiteljev umetnosti in literature se je še bolj razširil med meščane in intelektualce. Razsvetljenstvo je prineslo novo razumevanje tehnike in človekovih sposobnosti, zato pridobi veljavo stvarna veduta. Opaziti je tudi pozorno opazovanje družbenih običajev in kritiko nekaterih značajskih potez.
Veliko slikarjev iz osemnajstega stoletja je kazalo simpatije za človeško trpljenje, za tankočutnost, ki je bila značilna za mislece tistega obdobja.
- Slike Jeana Baptista Chardina so se po navadi ukvarjale z vsakdanjimi, ganljivimi, intimnimi človeškimi odnosi.
- Jean Baptiste Greuze je zaslovel zaradi moralnih sporočil svojih slik, ki so se ukvarjali s predmeti, kot sta Očetova kletev in Mrtvoudnemu strežejo njegovi otroci.

Med umetnike tistega obdobja gre med drugim šteti še:
- Giana Domenica Tiepola,
- Williama Hogharta,
- Pietra Longhija,
- Thomasa Gainsbourgha.

Uporaba umetnosti kot orodja za širjenje družbenih idej se je ob koncu razsvetljenstva sicer šele začenjala.
V tem obdobju se je rodila arheologija, ki je mnoge navdušila za klasična rimska, grška in etruščanska dela in estetske vrednote. Nastajale so nove veje znanosti, kot sta umetnostna zgodovina in estetika. Da bi presegli rokoko, so se mnogi ozrli za zgodovinskimi vzori. Tako se je uveljavil nov slog, imenovan neoklasicizem, ki se je hitro razširil po vseh evropskih deželah, pa tudi v Ameriki, kjer je vplive še danes opaziti v arhitekturni zasnovi pomembnejših zgradb, pri čemer so ustvarjalci črpali iz grških in rimskih zgledov. Neoklasicizem je bil močno prisoten tudi v 19. stoletju.

## Poznejše tematizacije razsvetljenstva
Razsvetljensko misel so v kasnejših obdobjih kritično obravnavali številni misleci in filozofi. Med odmevnejše avtorje sodijo Horkheimer, Adorno in Foucault. Slednji je v  svojem odgovoru na Kantov spis Kaj je razsvetljenstvo? celo izjavil, da je za moderno filozofijo značilno prav to, da skuša odgovoriti na to vprašanje.  Danes lahko sodimo, da obdobje z nekaterimi vrednotami ni bilo uspešno. Med razlogi neuspeha je mogoče navesti:
- človek ni samo razumsko bitje,
- močan odpor Cerkve,
- nasprotoval je zakoreninjenim tradicijam,
- napredek ni zgodovinsko linearen.

Po drugi strani so se uveljavili zlasti politični koncepti, ki so po francoski in ameriški revoluciji postali sestavni del liberalne demokracije.

## Nekateri predstavniki
- Voltaire (1694-1778): Z delom Angleška pisma je napadel takratne politične razmere v Angliji, znan je bil  kot oster kritik fevdalne družbe ter Cerkve, saj pravi, da Cerkev kroti množico ljudi in je glavni nasprotnik naravnih človekovih pravic. Zavzema se za svobodo govora ter enakost pred zakonom, odpravo inkvizicije in odpravo privilegijev plemstva in duhovščine. Prav tako se zavzema za versko strpnost in hkrati tudi podvomi v osnove Boga (Bog je svet ustvaril in ga pustil, da se sam razvija.), po njegovem mišljenju postane Bog nekaj vmesnega med vernikom in nevernikom - deizem.
- Montesquieu (1689-1775): V delu Perzijska pisma razpravlja o problemih takratne dobe, medtem ko v svojem drugem delu z naslovom Duh zakona pogojuje svobodo državljanov z delitvijo oblasti na veje zakonodajne (parlament), izvršne (kralj) in sodne (sodni aparat) oblasti in hkrati pravi, da v kolikor sta le dve veji oblasti združeni v isti osebi nastopi tiranija.
- David Hume (1711-1776)
- Jean-Jacques Rousseau (1712-1778): Rousseau razvije zamisel demokratične ureditve in razširi kritiko absolutistične države. V delu Družbena pogodba (francosko: Du contrat social) utemelji državo kot pogodbo med ljudmi in pravi, če si vlada prisvoji suvereno oblast ljudstva, ima le-ta pravico do revolucije, s tem vpliva na meščanske revolucije v 18. in 19. stoletju. Prav tako je nasprotoval oboroževanju znanosti, saj naj bi to vodilo k osiromašenju, zato je dejal: Nazaj k naravi. Poudarjal je vrednost čustev.
- Denis Diderot (1713-1784)
- Immanuel Kant (1724-1804)
- Nikolaj Ivanovič Novikov (1744-1818): urednik in poglavitni ruski pisec dveh pogumnih serijskih publikacij in izdajatelj številnih knjig. Njegov primer kaže, da so evropski narodi razsvetljenske misli niso črpali samo od francoskih mislecev, vendar so avtonomne misli oblikovali tudi posamezni intelektualci drugod.
- Jeremy Bentham (1748-1832)

## Razsvetljenstvo na Slovenskem
Najbolj znani razsvetljenci v Sloveniji so bili:
- Baron Žiga Zois (mecen, pomagal je nadarjenim in jim plačeval šolanje),
- Valentin Vodnik (avtor prve slovenske pesniške zbirke Pesme za pokušino iz 1806),
- Anton Tomaž Linhart (avtor prvih dveh slovenskih komedij: Županova Micka in Ta veseli dan ali Matiček se ženi),
- Marko Pohlin (začetnik razsvetljenstva na Slovenskem in avtor slovnice Kranjska gramatika).
- Jernej Kopitar (jezikoslovec)

Za razsvetljenstvo na Slovenskem pa sta pomembna tudi takratna vladarja avstrijskih dežel, Marija Terezija in Jožef II.. Bila sta razsvetljena absolutista, ki sta vpeljala številne reforme.

## Zanimivosti
V tem obdobju je postalo aktivno prostozidarstvo. To je bilo združevanje svobodomiselnih meščanov, izobražencev in celo plemičev v moških tajnih krožkih - ložah. Ta prostozidarska društva so prispevala k širjenju idej razsvetljenstva.